# جسر توتي
جسر توتي - الخرطوم هو جسر معلق حديث يربط بين جزيرة توتي ومدينة الخرطوم تم الانتهاء منه في فبراير 2008، كانت الوسيلة الوحيدة إلى جزيرة توتي عبر العبّارات، ولكن بفضل جسر توتي- الخرطوم، أصبح الوصول السهل إلى الجزيرة ممكنًا.
يعتبر جسر توتي بالخرطوم أول جسر معلق يتم إنشاؤه في السودان ومن أوائل الجسور المشيدة في إفريقيا . تم اقتراح تصميم الجسر من قبل الفاتح أحمد، مع تصميم العمل النهائي من قبل شركة A&A، اعتمد بناؤه على تقنية الجسر الجديدة، مما يتيح تنفيذ الإنشاء باستخدام الخبرة والمعدات المحلية.
جسر توتي الخرطوم هو الأول من بين سلسلة الجسور التي ستربط بين مدن الخرطوم وأم درمان وبحري ( شمال الخرطوم)، و تساعد في تخفيف حركة المرور في جميع أنحاء المدن. قام المشروع على الفور بإشهار جزيرة توتي المعزولة سابقًا تجاريًا.

## معرض الصور

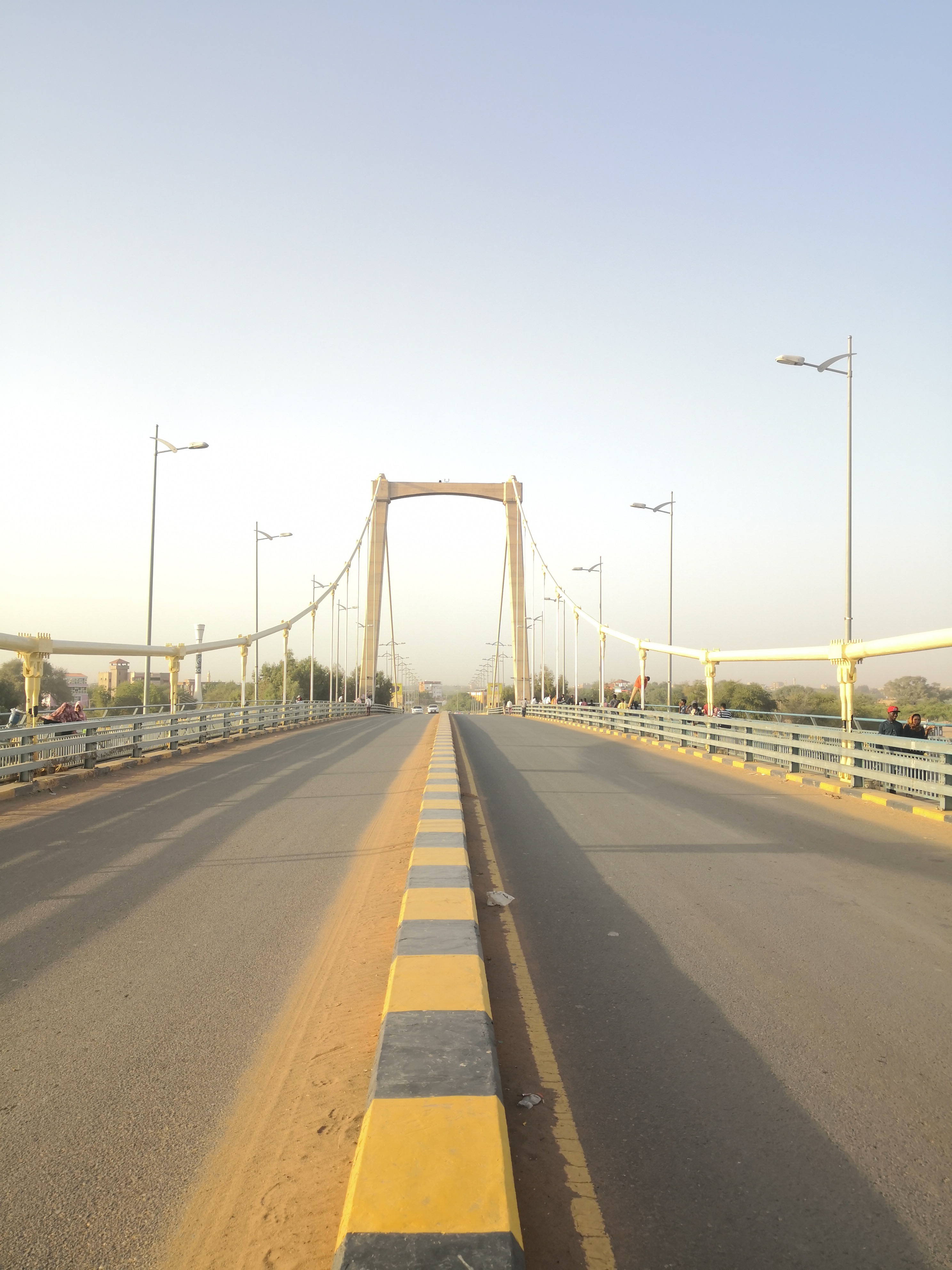
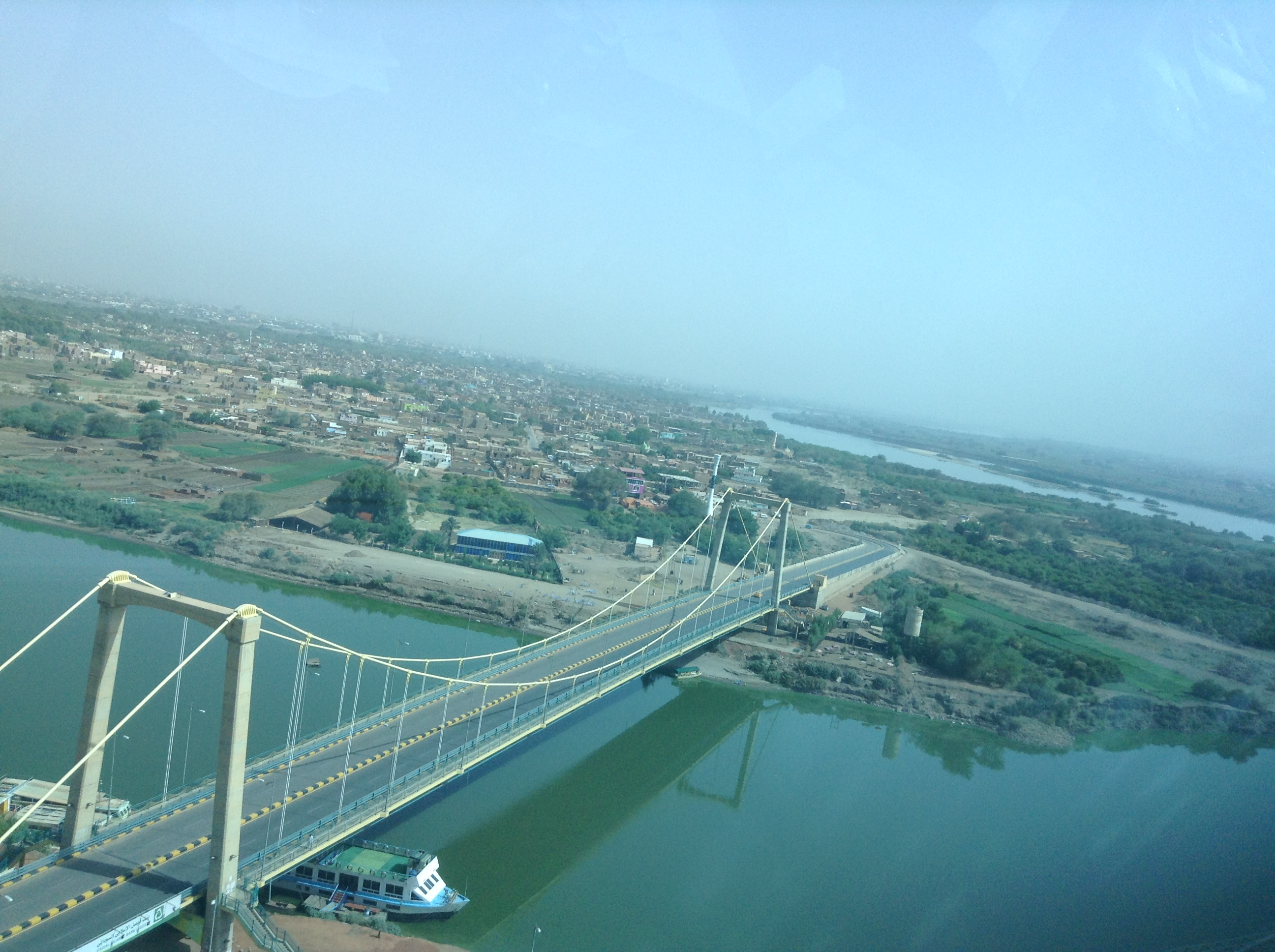
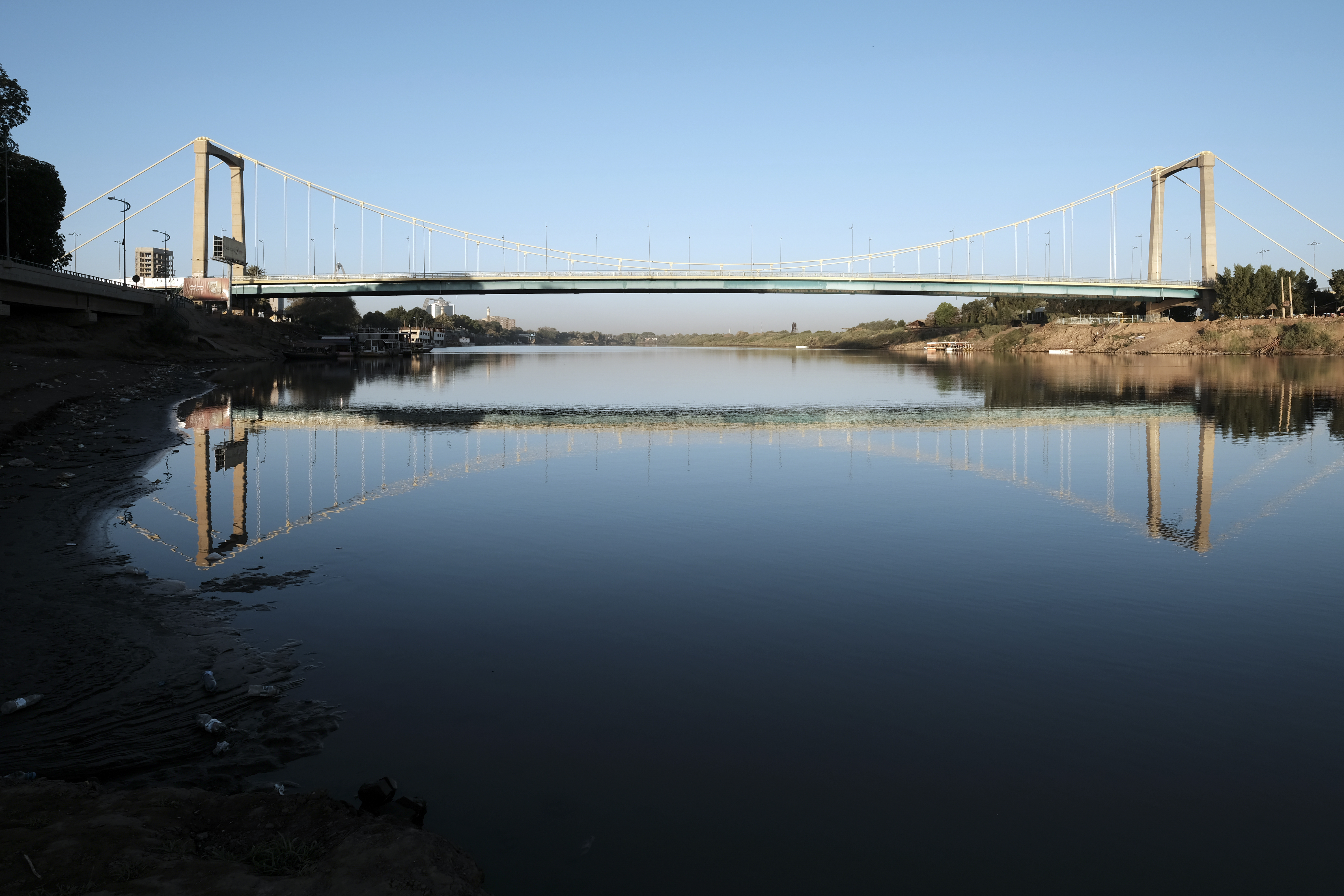
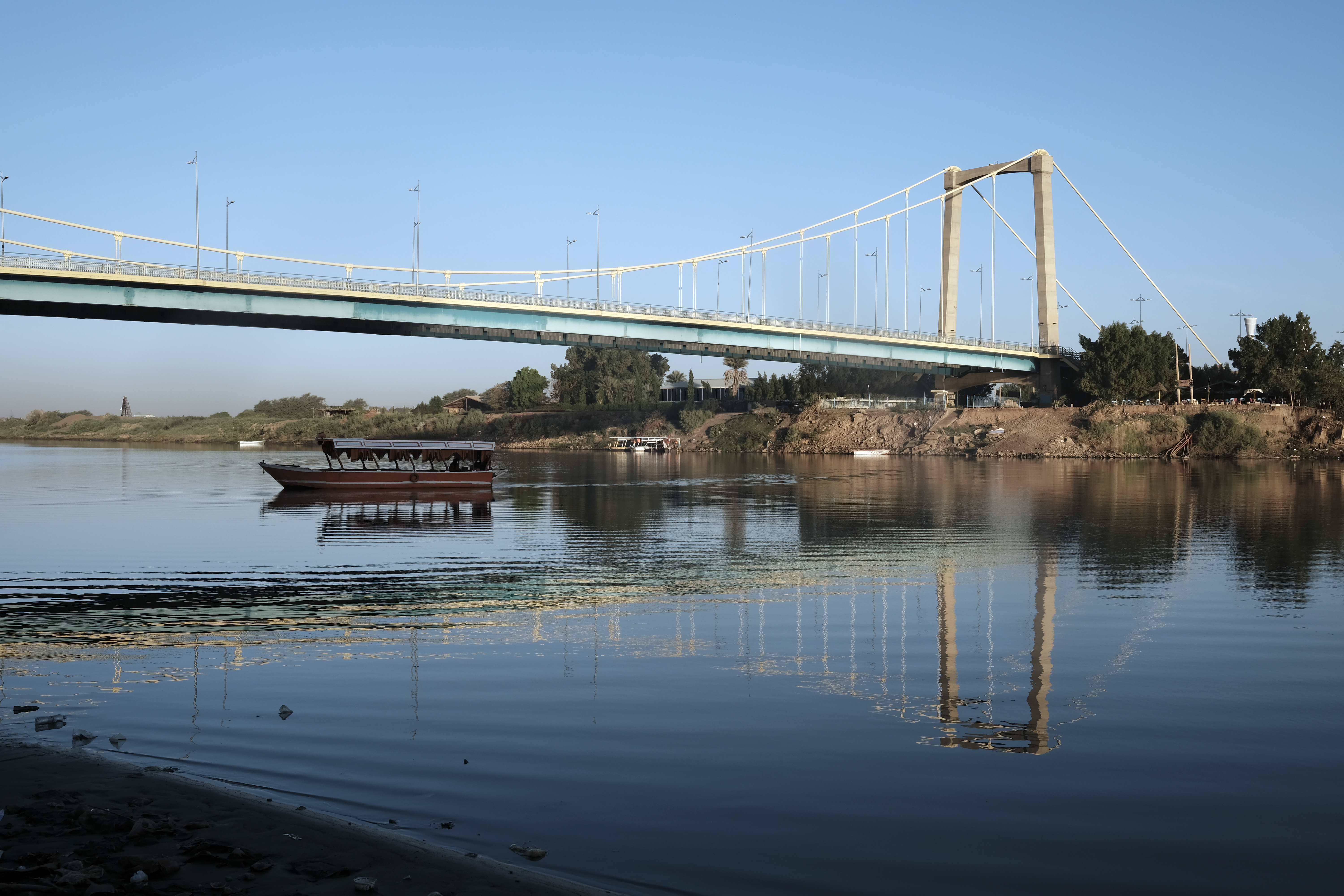
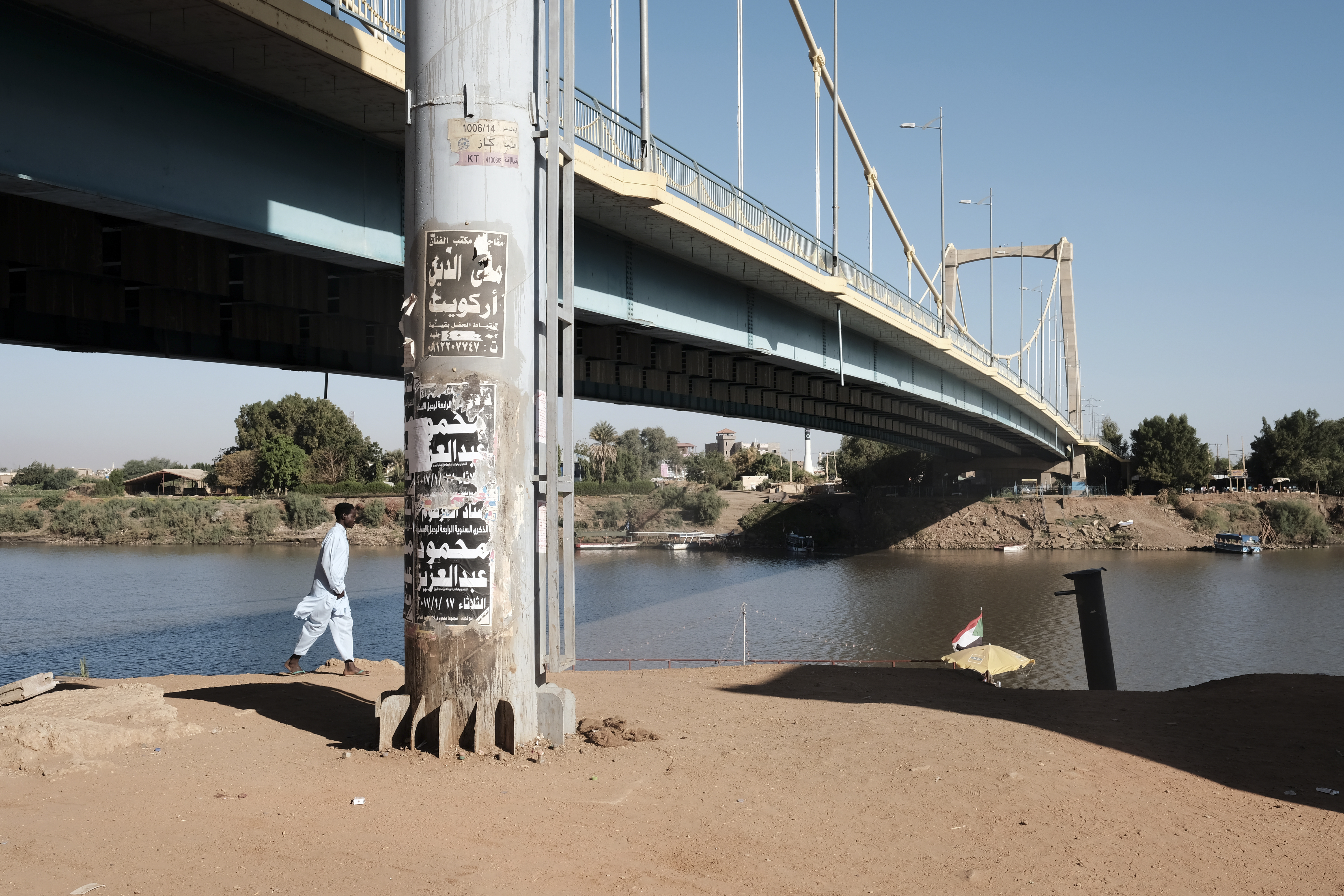
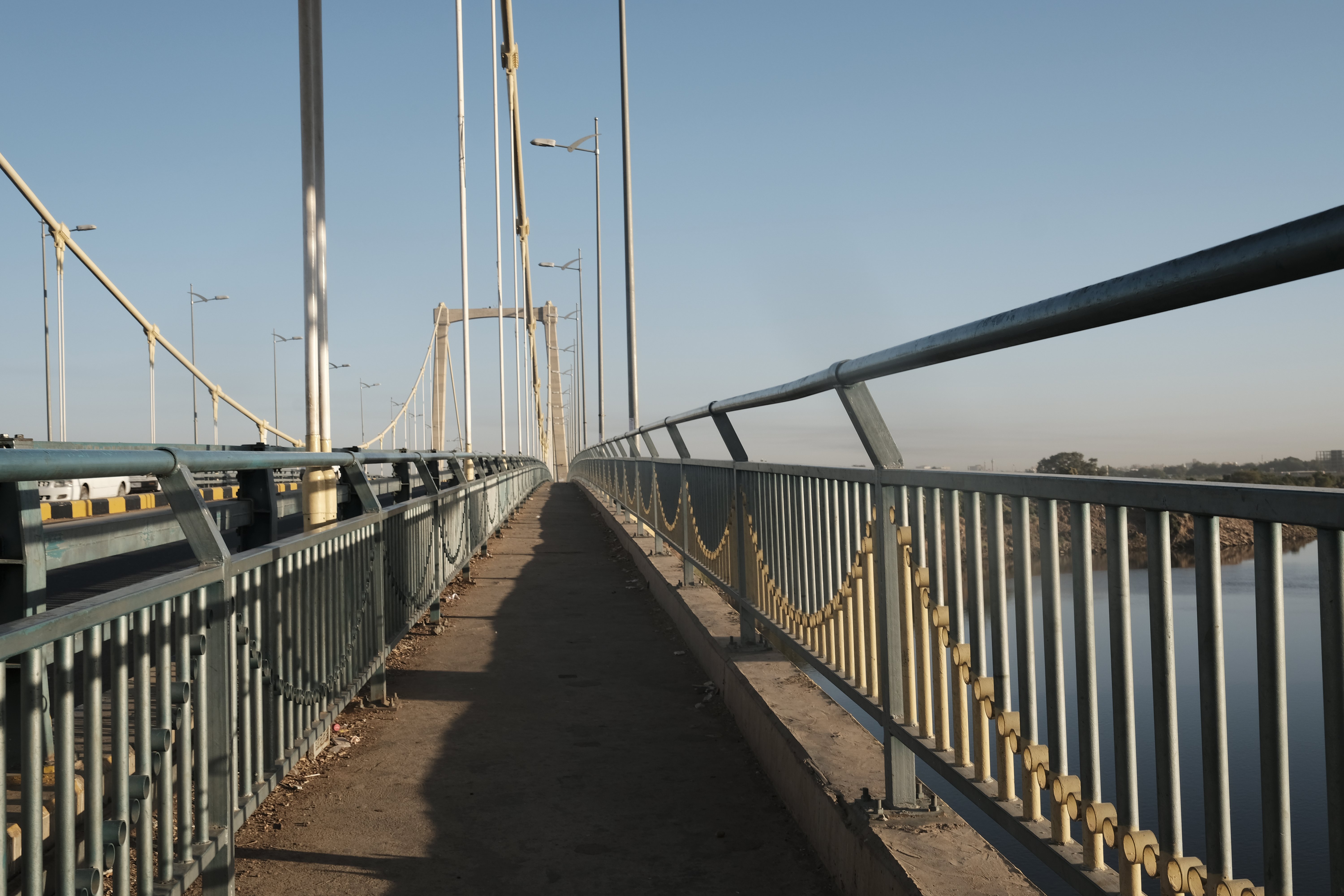
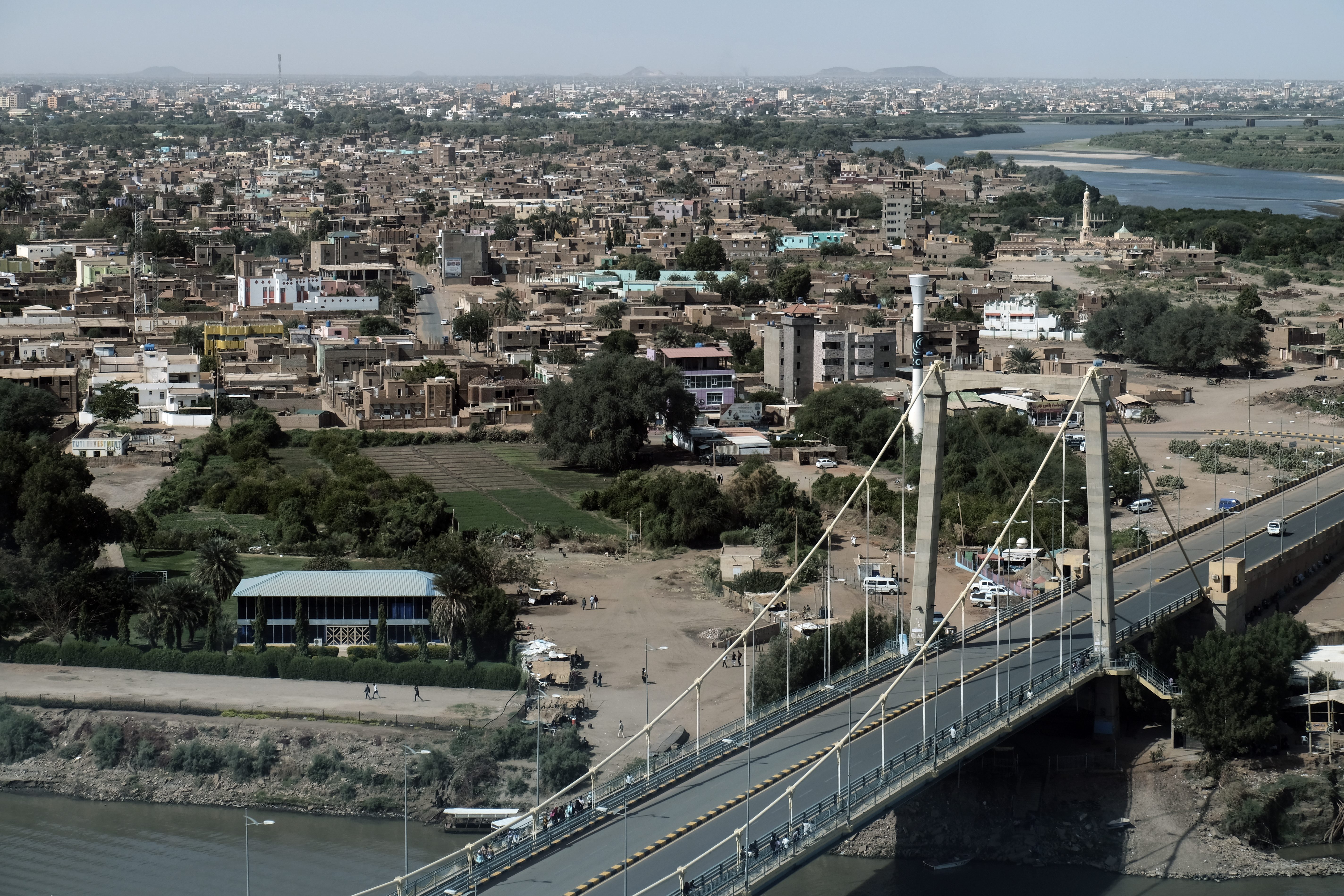
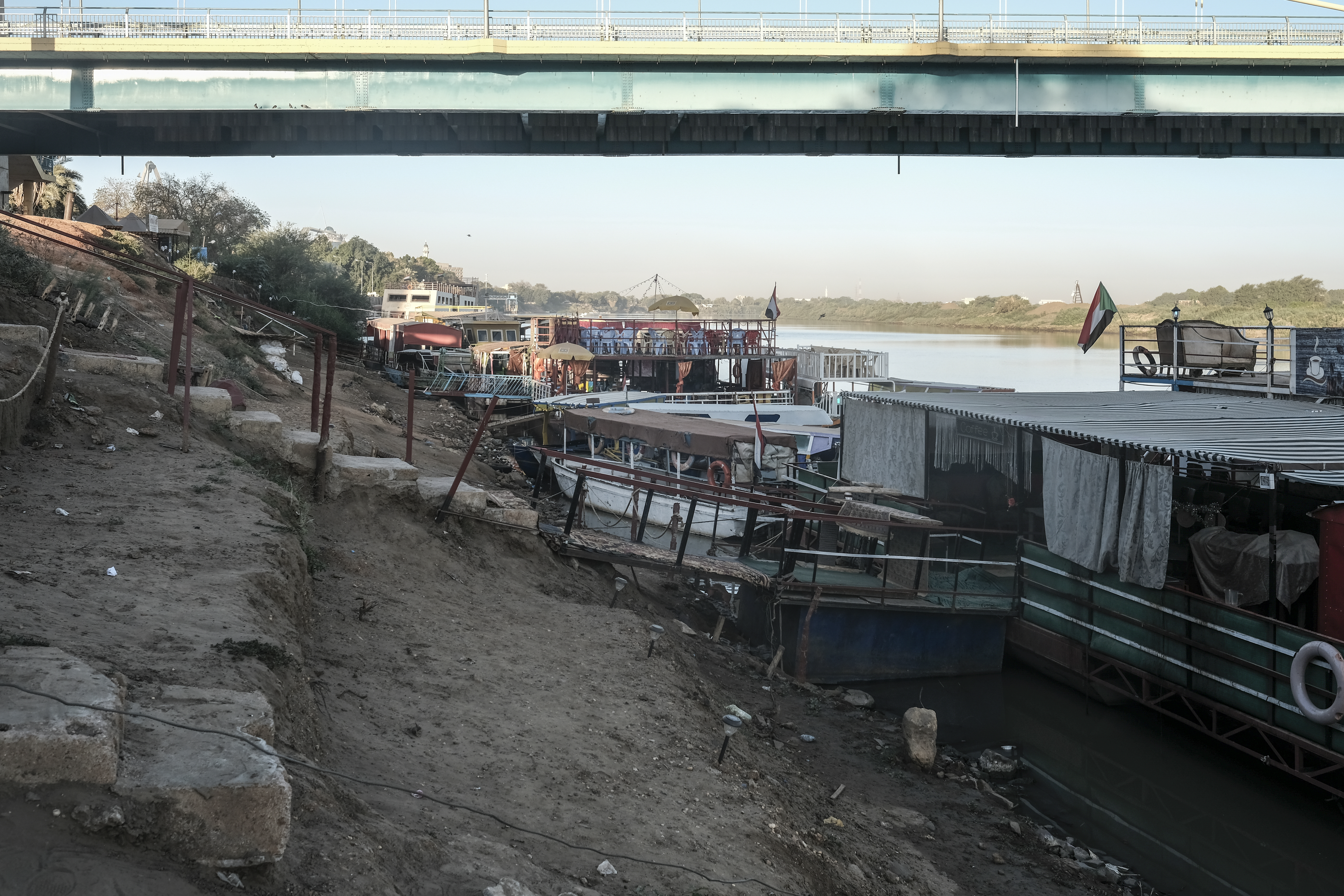

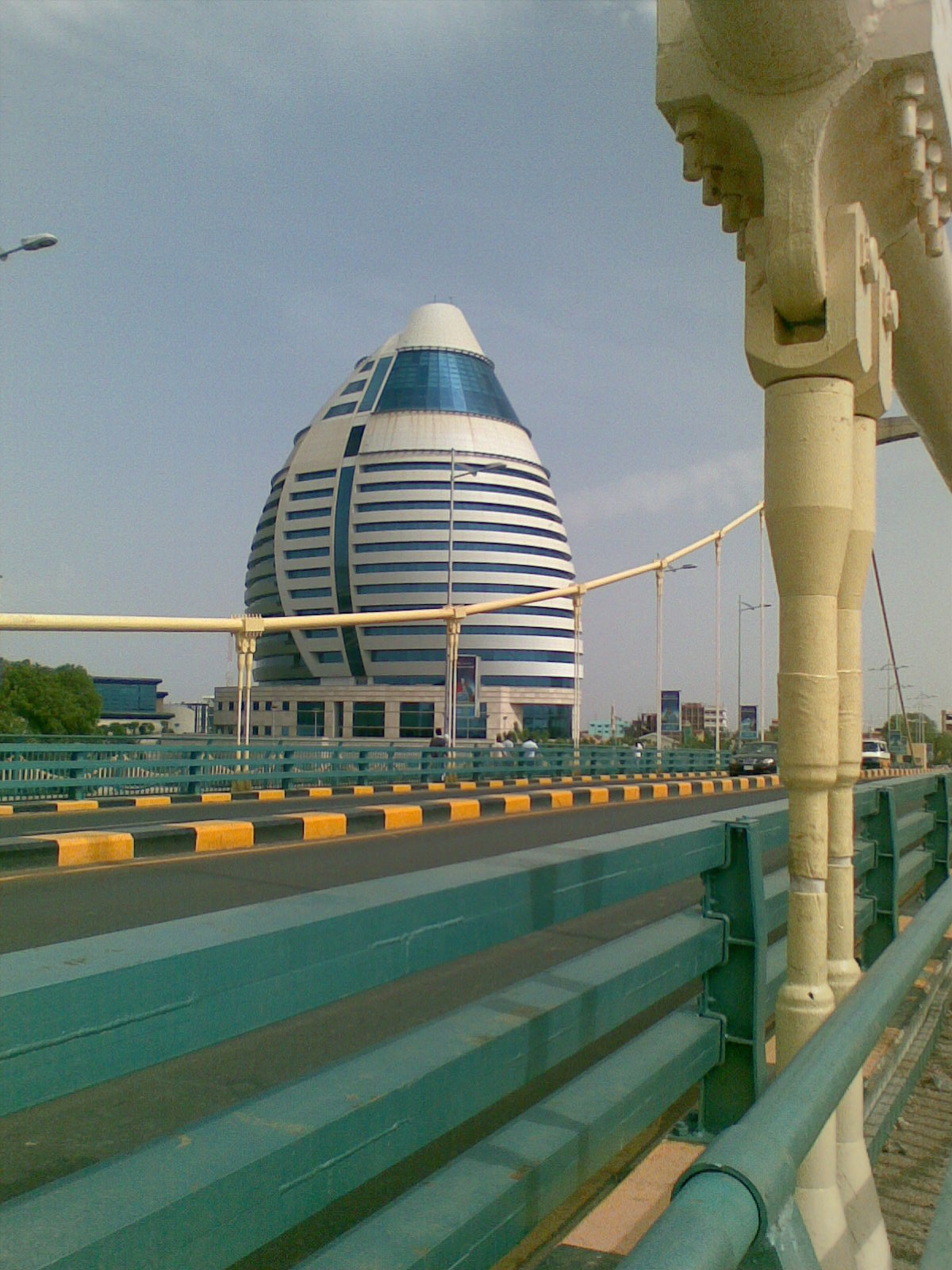